# بومباي جايشري
بومباي جايشري هي مغنية هندية قامت بالغناء في عدة أفلام هندية كما قامت بالغناء مع المغني المصري هشام عباس في أغنية حبيبي ده (ناري نارين).

## وصلات خارجية
- بومباي جايشري على موقع IMDb (الإنجليزية)
- بومباي جايشري على موقع ميوزك برينز (الإنجليزية)
- بومباي جايشري على موقع أول موفي (الإنجليزية)
- بومباي جايشري على موقع ديسكوغز (الإنجليزية)
- بومباي جايشري على موقع قاعدة بيانات الفيلم (الإنجليزية)